# John Campbell (1er baron Cawdor)
Pour les articles homonymes, voir John Campbell et Campbell.
John Campbell (ca. 1753 - 1er juin 1821) est un collectionneur d'art et homme politique gallois, qui siège à la Chambre des communes de 1777 à 1796.

## Biographie
John Campbell est né vers 1753, fils de Pryse Campbell de Stackpole Court, Pembrokeshire, et Sarah Bacon. Ses frères et sœurs sont Sarah, George, Alexander et Charles Campbell. Il fait ses études au Collège d'Eton (1763-1767) et étudie ensuite au Clare College, Cambridge (1772).
Son père meurt en 1768; à la mort de son grand-père en 1777, John hérite de Stackpole Court à Pembrokeshire, des autres domaines de son grand-père à Pembrokeshire et à Nairn, ainsi que d’une exploitation minière dans le Cardiganshire; ces terres et ces mines font de lui un homme riche.
De 1777 à 1780, il est député du Nairnshire. Il est élu député de Cardigan Boroughs lors d'une élection partielle en juin 1780 et le reste jusqu'à son départ aux élections générales britanniques de 1796. À partir de 1780, il est gouverneur de Milford Haven.
Entre 1783 et 1788, Campbell se rend en Italie et en Sicile, où il achète des antiquités au p. John Thorpe, Henry Tresham, James Durno et Thomas Jenkins ont commandé des peintures de sites archéologiques de Naples et de Sicile à Xavier della Gatta, Tito Lusieri, Henry Tresham et Louis Ducros et ont acheté des sculptures au jeune Canova (mais ne les ont jamais reçues). En 1788, Campbell acheta à Giovanni Volpato le célèbre vase Lante, aujourd'hui situé à l'Abbaye de Woburn dans le Bedfordshire. Il commence également une collection de vases "étrusques" (c.-à-d. Grec ancien) de Nola et d'autres sites du sud de l'Italie. Il reçoit d'autres exemplaires qui lui sont envoyés après son retour en Grande-Bretagne, notamment le cratère Campbell, mis au jour à Lecce en 1790. Il continue à acquérir des fragments et des moulages architecturaux et sculpturaux. Campbell créé un musée dans sa maison située à Oxford Street, à Londres, dans une optique d'histoire de l'art plutôt que décorative. Le sculpteur John Flaxman le salue comme une "excellente nouvelle pour les arts". En 1794, Campbell devint membre de la Society of Antiquaries et en 1795, membre de la Royal Society.
En tant que parlementaire, Campbell est d'abord un whig et un partisan de Lord North. Dans les débats sur la traite négrière de l'Atlantique Nord, il soutient les abolitionnistes. Il devient un partisan de la politique de guerre du jeune Pitt. En tant que propriétaire foncier, il améliore la qualité de l'eau: drainant la Castlemartin Corse et créant les lacs Bosherton. Sa générosité envers les pauvres est proverbiale. Il entre à la Chambre des lords lors de sa création comme baron Cawdor de Castlemartin dans le comté de Pembroke le 21 juin 1796.
En 1797, il est commandant de la milice du Pembrokeshire, qui a vaincu les troupes de Napoléon lors de la Bataille de Fishguard.
En 1800, Cawdor vend le contenu de son musée. Plusieurs articles sont vendus à l'architecte, John Soane. En 1804, il hérite des propriétés de John Vaughan à Golden Grove, dans le Carmarthenshire, en plus de posséder de vastes terres. En 1808, il est maire de Carmarthen.
Lord Cawdor décède le 1er juin 1821 à Bath et est enterré à l'abbaye de Bath. Le 28 juillet 1789, il épouse Isabella Caroline Howard, fille de Frederick Howard, 5e comte de Carlisle et Margaret Caroline Leveson-Gower. Ils ont deux enfants:
- John Campbell (1er comte Cawdor) (1790-1860), épouse Elizabeth Thynne, fille du 2e marquis de Bath
- George Pryse Campbell (1793–12 août 1858), amiral, marié le 13 octobre 1821 à Charlotte Gascoyne, fille d'Isaac Gascoyne.

Joshua Reynolds réalise son portrait en 1778; aujourd'hui au château de Cawdor, à Nairn. Une miniature de lui par Richard Cosway se trouve dans les galeries nationales d'Écosse.